# L'Entonnoir
L'Entonnoir est un cirque naturel de La Réunion, département et région d'outre-mer de la France, situé sur le cours supérieur de la rivière Saint-Denis. Il comporte plusieurs cascades atteignant environ 600 mètres de hauteur. Il est situé sur le haut du territoire communal de Saint-Denis, entre la plaine d'Affouches à l'ouest et la plaine des Chicots à l'est, juste en aval du gîte de la Roche Écrite.